# Blohm & Voss Bv P.204
De BV P.204 is een project voor een duikbommenwerper dat werd ontworpen door de Duitse vliegtuigbouwer Blohm und Voss.

## Ontwikkeling
Het ontwerp was van twee motoren voorzien, een BMW 801D-stermotor en een Junkers Jumo 004A of Heinkel He S 011-straalmotor. De motoropstelling was als volgt: de stermotor bevond zich in de rompneus en de straalmotor bevond zich onder de bakboordvleugel. De motoruitlaat bevond zich achter de vleugel. De stermotor was voorzien van een MW50-injectiesysteem voor het tijdelijk verhogen van het vermogen.
De vleugel (vliegtuig)was rechthoekig uitgevoerd en de romp was iets uit het midden geplaatst om het extra gewicht van de straalmotor te compenseren. In de vleugels waren twee brandstoftanks en een in de romp, direct achter de cockpit. De cockpit was ter hoogte van de vleugels op de romp geplaatst en had een druppelcockpitkap.
De staartvlakken waren hoog op het richtingsroer geplaatst. Er werd een staartwiellandingsgestel toegepast. Het hoofdlandingsgestel was in de vleugelvoorrand geplaatst en werd buitenwaarts opgetrokken.
De bewapening bestond uit twee 20mm-MG151/20-kanonnen met 250 schoten elk in de rompneus en twee 20mm-MG151/20-kanonnen in de vleugels. Er konden ook twee 30mm-MK103-kanonnen met 70 schoten elk onder de vleugels worden geplaatst. Onder in de romp was een bommenruim voor 1.000 kg aan bommen aangebracht.
- Spanwijdte: 14,33 m.
- Lengte: 12,60 m.
- Maximumsnelheid: 760 km/h met MW 50-injectie.